# Wereldkampioenschap ijshockey vrouwen 2009
Het wereldkampioenschap ijshockey vrouwen 2009 was het 12e wereldkampioenschap ijshockey voor vrouwen in de hoogste divisie en werd gespeeld van 4 tot en met 12 april 2009 in Finland. De speellocatie waren de Metritiski-areena en Ritari-areena in Hämeenlinna. 
zeven wedstrijden van de voorronde, de wedstrijden van de kwalificatieronde en de medaillewedstrijden werden gespeeld in de Ritari-areena en twee wedstrijden van de voorronde en de competitie voor klassenbehoud in de Metritiski-areena.
Het aantal deelnemende landenploegen was voor de 4e keer bepaald op negen. Hetdeelnemersveld bestond uit de nummers 1 tot en met 8 van het vorige wereldkampioenschap in 2008 en de winnaar van Divisie 1 groep A in 2008 Kazachstan. Wereldkampioen werd de Verenigde Staten met een 4-1 overwinning in de finale op Canada. De nummers 1 t/m 7 plaatsten zich voor het volgende wereldkampioenschap in 2011. Degradanten waren nummers 8 en 9 Japan en China met de 2e en 3e plaats in de groep voor klassenbehoud. 

## Wedstrijdformule
De negen aan het toernooi deelnemende landen werden ingedeeld in drie groepen van drie die een rond toernooi speelden. De nummers 1 gingen verder naar groep D, de nummers 2 naar groep E en de nummers 3 naar groep F. De nummers 1 en 2 van groep D speelden de finale, de nummer 3 van groep D en de nummer 1 van groep E de wedstrijd om de 3e plaats en de nummers 2 en 3 van groep F degradeerden naar Divisie 1.

## Topdivisie

### Voorronde

#### Groep A
| Datum   | Land             | Land             | Uitslag | Periode       |
| ------- | ---------------- | ---------------- | ------- | ------------- |
| 4 april | Japan            | Verenigde Staten | 0 – 8   | (0–4,0–1,0–3) |
| 5 april | Rusland          | Japan            | 3 – 1   | (0–0,0–0,3–1) |
| 6 april | Verenigde Staten | Rusland          | 8 – 0   | (1–0,5–0,2–0) |

| Groep A |                  |             |             |             |             |             |            |            |            |        |
| #       | Land             | Wedstrijden | Wedstrijden | Wedstrijden | Wedstrijden | Wedstrijden | Doelpunten | Doelpunten | Doelpunten | Punten |
| #       | Land             | G           | W           | OTW         | OTV         | V           | V          | T          | Saldo      | Punten |
| 1       | Verenigde Staten | 2           | 2           | 0           | 0           | 0           | 16         | 0          | +16        | 6      |
| 2       | Rusland          | 2           | 1           | 0           | 0           | 1           | 3          | 9          | -6         | 3      |
| 3       | Japan            | 2           | 0           | 0           | 0           | 2           | 1          | 11         | -10        | 0      |

#### Groep B
| Datum   | Land   | Land   | Uitslag | Periode       |
| ------- | ------ | ------ | ------- | ------------- |
| 4 april | China  | Canada | 1 – 13  | (1–5,0–4,0–4) |
| 5 april | Zweden | China  | 6 – 1   | (2–0,3–0,1–1) |
| 6 april | Canada | Zweden | 7 – 0   | (2–0,1–0,4–0) |

| Groep B |        |             |             |             |             |             |            |            |            |        |
| #       | Land   | Wedstrijden | Wedstrijden | Wedstrijden | Wedstrijden | Wedstrijden | Doelpunten | Doelpunten | Doelpunten | Punten |
| #       | Land   | G           | W           | OTW         | OTV         | V           | V          | T          | Saldo      | Punten |
| 1       | Canada | 2           | 2           | 0           | 0           | 0           | 20         | 1          | +19        | 6      |
| 2       | Zweden | 2           | 1           | 0           | 0           | 1           | 6          | 8          | -2         | 3      |
| 3       | China  | 2           | 0           | 0           | 0           | 2           | 2          | 19         | -17        | 0      |

#### Groep C
| Datum   | Land        | Land        | Uitslag    | Periode               |
| ------- | ----------- | ----------- | ---------- | --------------------- |
| 4 april | Kazachstan  | Finland     | 0 – 7      | (0–2,0–3,0–2)         |
| 5 april | Zwitserland | Kazachstan  | 1 – 2 (np) | (0–0,0–1,1–0,0–0,1–0) |
| 6 april | Finland     | Zwitserland | 6 – 3      | (4–1,1–0,1–2)         |

| Groep C |             |             |             |             |             |             |            |            |            |        |
| #       | Land        | Wedstrijden | Wedstrijden | Wedstrijden | Wedstrijden | Wedstrijden | Doelpunten | Doelpunten | Doelpunten | Punten |
| #       | Land        | G           | W           | OTW         | OTV         | V           | V          | T          | Saldo      | Punten |
| 1       | Finland     | 2           | 2           | 0           | 0           | 0           | 13         | 3          | +10        | 6      |
| 2       | Kazachstan  | 2           | 0           | 1           | 0           | 1           | 2          | 8          | -6         | 2      |
| 3       | Zwitserland | 2           | 0           | 0           | 1           | 1           | 4          | 8          | -4         | 1      |

### Kwalificatieronde

#### Groep D
| Datum    | Land             | Land             | Uitslag | Periode       |
| -------- | ---------------- | ---------------- | ------- | ------------- |
| 8 april  | Canada           | Finland          | 8 – 0   | (2–0,2–0,4–0) |
| 9 april  | Finland          | Verenigde Staten | 0 – 7   | (0–2,0–3,0–2) |
| 10 april | Verenigde Staten | Canada           | 1 – 2   | (0–0,0–2,1–0) |

| Groep D |                  |             |             |             |             |             |            |            |            |        |
| #       | Land             | Wedstrijden | Wedstrijden | Wedstrijden | Wedstrijden | Wedstrijden | Doelpunten | Doelpunten | Doelpunten | Punten |
| #       | Land             | G           | W           | OTW         | OTV         | V           | V          | T          | Saldo      | Punten |
| 1       | Canada           | 2           | 2           | 0           | 0           | 0           | 10         | 1          | +9         | 6      |
| 2       | Verenigde Staten | 2           | 1           | 0           | 0           | 1           | 8          | 2          | +6         | 3      |
| 3       | Finland          | 2           | 0           | 0           | 0           | 2           | 0          | 15         | -15        | 0      |

#### Groep E
| Datum    | Land       | Land       | Uitslag | Periode       |
| -------- | ---------- | ---------- | ------- | ------------- |
| 8 april  | Zweden     | Kazachstan | 9 – 0   | (2–0,3–0,4–0) |
| 9 april  | Kazachstan | Rusland    | 2 – 9   | (1–3,0–3,1–3) |
| 10 april | Rusland    | Zweden     | 0 – 8   | (0–1,0–4,0–3) |

| Groep E |            |             |             |             |             |             |            |            |            |        |
| #       | Land       | Wedstrijden | Wedstrijden | Wedstrijden | Wedstrijden | Wedstrijden | Doelpunten | Doelpunten | Doelpunten | Punten |
| #       | Land       | G           | W           | OTW         | OTV         | V           | V          | T          | Saldo      | Punten |
| 4       | Zweden     | 2           | 2           | 0           | 0           | 0           | 17         | 0          | +17        | 6      |
| 5       | Rusland    | 2           | 1           | 0           | 0           | 1           | 9          | 10         | -1         | 3      |
| 6       | Kazachstan | 2           | 0           | 0           | 0           | 2           | 2          | 18         | -16        | 0      |

### Competitie voor klassenbehoud

#### Groep F
| Datum    | Land        | Land        | Uitslag    | Periode               |
| -------- | ----------- | ----------- | ---------- | --------------------- |
| 8 april  | China       | Zwitserland | 4 – 5 (nv) | (2–1,2–0,0–3,0–0,0–1) |
| 9 april  | Zwitserland | Japan       | 3 – 2      | (0–0,2–1,1–1)         |
| 10 april | Japan       | China       | 2 – 1      | (0–0,2–0,0–1)         |

| Groep F |             |             |             |             |             |             |            |            |            |        |
| #       | Land        | Wedstrijden | Wedstrijden | Wedstrijden | Wedstrijden | Wedstrijden | Doelpunten | Doelpunten | Doelpunten | Punten |
| #       | Land        | G           | W           | OTW         | OTV         | V           | V          | T          | Saldo      | Punten |
| 7       | Zwitserland | 2           | 1           | 1           | 0           | 0           | 8          | 6          | +2         | 5      |
| 8       | Japan       | 2           | 1           | 0           | 0           | 1           | 4          | 4          | 0          | 3      |
| 9       | China       | 2           | 0           | 0           | 1           | 1           | 5          | 7          | -2         | 1      |

Japan en China degraderen naar Divisie I.

### Medaillewedstrijden

#### Wedstrijd om de 3eplaats
| Datum    | Land    | Land   | Uitslag | Periode       |
| -------- | ------- | ------ | ------- | ------------- |
| 12 april | Finland | Zweden | 4 – 1   | (1–0,1–1,2–0) |

#### Finale
| Datum    | Land             | Land   | Uitslag | Periode       |
| -------- | ---------------- | ------ | ------- | ------------- |
| 12 april | Verenigde Staten | Canada | 4 – 1   | (1–0,1–1,2–0) |

## Divisie I
Het toernooi werd gehouden in Graz, Oostenrijk van 4 tot en met 10 april.
| ' |            |             |             |             |             |             |            |            |            |        |
| # | Land       | Wedstrijden | Wedstrijden | Wedstrijden | Wedstrijden | Wedstrijden | Doelpunten | Doelpunten | Doelpunten | Punten |
| # | Land       | G           | W           | OTW         | OTV         | V           | V          | T          | Saldo      | Punten |
| 1 | Slowakije  | 5           | 4           | 0           | 0           | 1           | 22         | 14         | +8         | 12     |
| 2 | Duitsland  | 5           | 4           | 0           | 0           | 1           | 20         | 13         | +7         | 12     |
| 3 | Noorwegen  | 5           | 2           | 1           | 0           | 2           | 18         | 18         | 0          | 8      |
| 4 | Oostenrijk | 5           | 2           | 0           | 1           | 2           | 16         | 16         | 0          | 7      |
| 5 | Tsjechië   | 5           | 2           | 0           | 0           | 3           | 17         | 18         | -1         | 6      |
| 6 | Frankrijk  | 5           | 0           | 0           | 0           | 5           | 10         | 24         | -14        | 0      |

Slowakije promoveert naar de Topdivisie, Tsjechië en Frankrijk degraderen naar Divisie II.

### Organisatie
De organisatie ontving in 2008 een subsidie van € 50.000 vanuit de federale overheid van Oostenrijk, in het kader van een subsidieregeling voor grote sportevenementen.

## Divisie II
Het toernooi werd gehouden in Torre Pellice, Italië van 12 tot en met 18 april.
| ' |                     |             |             |             |             |             |            |            |            |        |
| # | Land                | Wedstrijden | Wedstrijden | Wedstrijden | Wedstrijden | Wedstrijden | Doelpunten | Doelpunten | Doelpunten | Punten |
| # | Land                | G           | W           | OTW         | OTV         | V           | V          | T          | Saldo      | Punten |
| 1 | Letland             | 5           | 5           | 0           | 0           | 0           | 25         | 4          | +21        | 15     |
| 2 | Noord-Korea         | 5           | 3           | 1           | 0           | 1           | 15         | 13         | +2         | 11     |
| 3 | Verenigd Koninkrijk | 5           | 3           | 0           | 0           | 2           | 11         | 11         | 0          | 9      |
| 4 | Italië              | 5           | 1           | 1           | 0           | 3           | 15         | 18         | -3         | 5      |
| 5 | Denemarken          | 5           | 0           | 1           | 2           | 2           | 10         | 17         | -7         | 4      |
| 6 | Nederland           | 5           | 0           | 0           | 1           | 4           | 4          | 17         | -13        | 1      |

Letland promoveert naar de Divisie I, Nederland degradeert naar Divisie III.

## Divisie III tot en met V
De toernooien om de divisies III tot en met V worden dit jaar niet gehouden, maar staan in 2011 weer op het programma.
Doordat de topdivisie vanaf 2011 uit 8 teams bestaat, moeten uit alle divisies twee teams degraderen, terwijl er maar een team promoveert.
Dit heeft volgende wijzigingen tot gevolg:
- IJsland promoveert niet naar divisie III, maar blijft in divisie IV.
- Turkije degradeert uit naar divisie IV, naar de nieuwe divisie V.
- Naast Turkije zullen ook Polen, Bulgarije, Spanje en Ierland deelnemen in divisie V.